# یامیووکی-کوواله
یامیووکی-کوواله (به لاتین: Jamiołki-Kowale) یک روستا در لهستان است که در گمینا سوکووه واقع شده‌است. یامیووکی-کوواله ۸۰ نفر جمعیت دارد و ۱۴۲ متر بالاتر از سطح دریا واقع شده‌است.